# 古田直裕
古田 直裕（ふるた なおひろ、1983年 - ）は、日本の実業家、経営コンサルタント。縄文アソシエイツ株式会社代表取締役社長。

## 人物・経歴
1983年、神奈川県生まれ。渋谷教育学園幕張高等学校を経て、立教大学理学部卒業(計算機化学専攻)。
大学卒業後、新卒で巴川製紙所に入社。静岡工場で勤務し、生産管理、品質保証等の部署を経て、中国投資など海外事業運営全般やプロジェクトマネジメント業務を担当。
2013年、米国カーネギーメロン大学テッパー経営大学院修了(MBA)。留学後は米国グレンジャーでモノタロウの海外EC事業を支援する。
その後、デジタルを含めた日本全体の変革支援をしようと、縄文アソシエイツに入社。同社代表取締役社長を務める。主に日系の上場企業を顧客とし、CIO、CFOなどの常勤の執行役員や部長クラスの人材と、社外取締役や社外監査役の候補者を紹介する業務を行っている。
カーネギーメロン大学日本同窓会幹事も務める。

## 主な著作
- 『ネクスト・リーダーシップ』PHP研究所 2020年10月